# Anochetus traegaordhi
Anochetus traegaordhi is een mierensoort uit de onderfamilie van de Ponerinae. De wetenschappelijke naam van de soort is voor het eerst geldig gepubliceerd in 1904 door Mayr.